# الدوري الأيرلندي 1911–12
الدوري الأيرلندي 1911–12 (بالإنجليزية: 1911–12 Irish League)‏ هو الموسم 22 من الدوري الأيرلندي. أشرف على تنظيمه الاتحاد الأيرلندي لكرة القدم، وفاز فيه غلينتوران.